# Iglesia de la Santísima Cruz de los Milagros (Corrientes)

## Lugar sagrado de Argentina
La Iglesia Santísima Cruz de los Milagros está ubicada frente a la Plaza La Cruz, con acceso principal sobre calle Belgrano entre calles Buenos Aires y Salta, en la ciudad de Corrientes, Argentina.
Además de parroquia, eclesialmente es Santuario Arquidiocesano, y civilmente, la manzana de la Cruz es “Lugar Histórico Nacional”; además, el templo es “Monumento Histórico Provincial”.
Esta Iglesia guarda en su retablo mayor una cruz de urunday de tres metros con setenta y cinco centímetros (3,75 m) de altura, conocida como la Cruz de los Milagros. Según tradición, habría estado involucrada en sucesos extraordinarios en los días de la fundación de la ciudad de Corrientes. 
En marzo de 1730 se la traslada de su lugar original a este solar. El templo actual es el tercero construido en su honor. Desde 1806 su fiesta se celebra el 3 de mayo de cada año.
La Iglesia contiene: la Cruz de los Milagros, su reliquia más preciada; cinco retablos, hermosos y artísticos, de la década de 1920; valiosas piezas de arte sacro; y el Mausoleo de Santiago Derqui, quien fuera Presidente de la Confederación Argentina.

## Reseña histórica
El adelantado Juan Torres de Vera y Aragón exploró la región llamada "de las siete corrientes", con intención de poblar
la comarca. El 3 de abril de 1588 fundó la ciudad de Vera, actual ciudad de Corrientes, en la barranca inmediata
del río Paraná. Cerca del fuerte levantó una cruz de madera, como expresión de la fe que inspiraba sus propósitos. El
paraje fue atacado e incendiado por aborígenes, salvándose del siniestro la cruz, luego llamada “del Milagro". En el año
1730 la cruz fue trasladada desde la precaria ermita que la resguardaba a la primera iglesia, construida en 1720, que se
llamó “Santuario de la Cruz del Milagro”. La "Columna Conmemorativa de la Fundación de la ciudad de Corrientes" (27°28′27.3″S 58°51′08.7″O / -27.474250, -58.852417) fue levantada en
1828, bajo el gobierno del general Pedro Ferré, en el mismo lugar donde se había instalado en 1588 la cruz del Milagro. Dicha columna realizada en ladrillo revocado sobre base octogonal, y rematada en un globo, fue transportada en 1970 a su
actual emplazamiento, debido a que la cabecera del puente General Belgrano coincidía con el lugar histórico. El área donde se encuentra actualmente emplazada la Columna marca el acceso a la zona urbana y el inicio de la costanera; además, por Decreto 30834 del año 1945 es considerada Monumento Histórico Nacional.
A principios del siglo XVIII se levantó la primera iglesia destinada a guardar “la cruz de los Milagros” que los conquistadores
habían levantado en “Punta Arazatí” como símbolo de la ciudad a fundarse. Fue reedificada en 1808, en 1845, en
1897, y finalmente, en 1939, el gobierno provincial correntino colocó la piedra fundamental de la quinta construcción, que es la
actual, situada en el casco histórico de la ciudad, frente a la plaza de la Cruz. De estilo ecléctico, el templo conserva en
su altar mayor el santo madero, que data de la fundación de la ciudad de Corrientes.
Desde 1826 funciona aquí la parroquia San José; y, contiguo a la Iglesia, el Cementerio de la Cruz decretado por el gobernador Pedro Ferré; ambos son clausurados en 1871 cuando la fiebre amarilla azota esta ciudad. 
En 1888, durante la celebración del tercer centenario de la ciudad de Corrientes, se coloca la piedra fundamental de este templo, cuya proyección es encargada al Ing. Juan Col; bendecido y consagrado en junio de 1897 por el Arzobispo de Buenos Aires, Monseñor Uladislao Castellano. La construcción es costeada por una Comisión de Damas presidida por Froilana Molina Vedoya de Vidal. En 5 de septiembre de 1867 descansan en un mausoleo los restos del Presidente Santiago Derqui. 
El 16 de julio de 1900 la imagen auténtica de la Virgen de Itatí es coronada solemnemente en el atrio de esta Iglesia por el obispo de Paraná, Rosendo de la Lastra y Gordillo. 
En la década de 1910, por razones estructurales, sus torres son demolidas. 
El 19 de diciembre de 1913 el obispo Niella le da la categoría de parroquia bajo el título de “Santísima Cruz de los Milagros”.
Este «Templo Santuario de la Cruz del Milagro» es declarado "Monumento Histórico Nacional", por el Decreto 112.765 del año 1942, que comprende la ubicación situada en la manzana comprendida entre las calles Salta, Buenos Aires y Belgrano con frente al Norte.

## Galería de imágenes
Iglesia o Templo Santuario de la Santísima Cruz de los Milagros

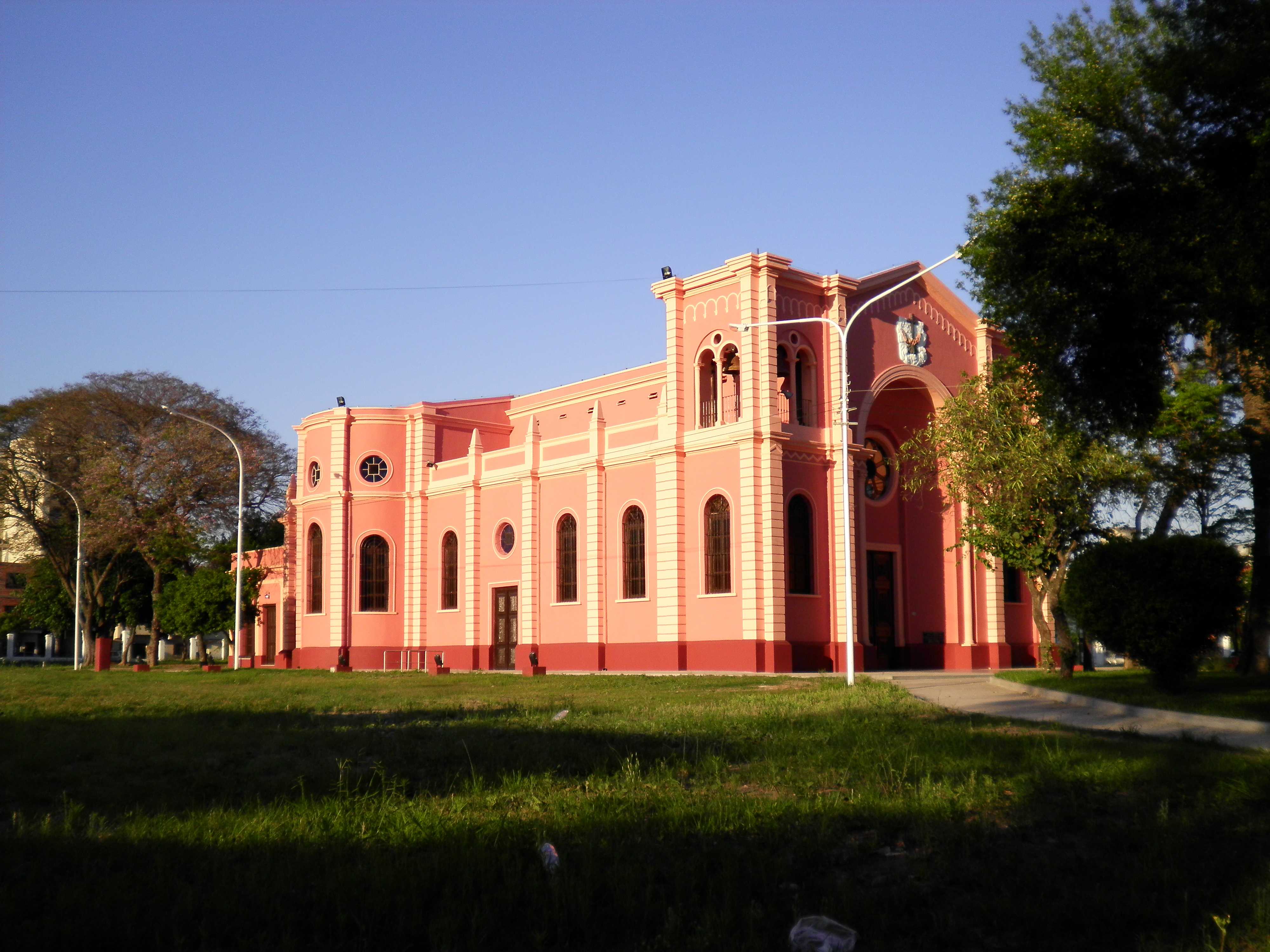
Vista exterior del lateral izquierdo. Calle Salta.
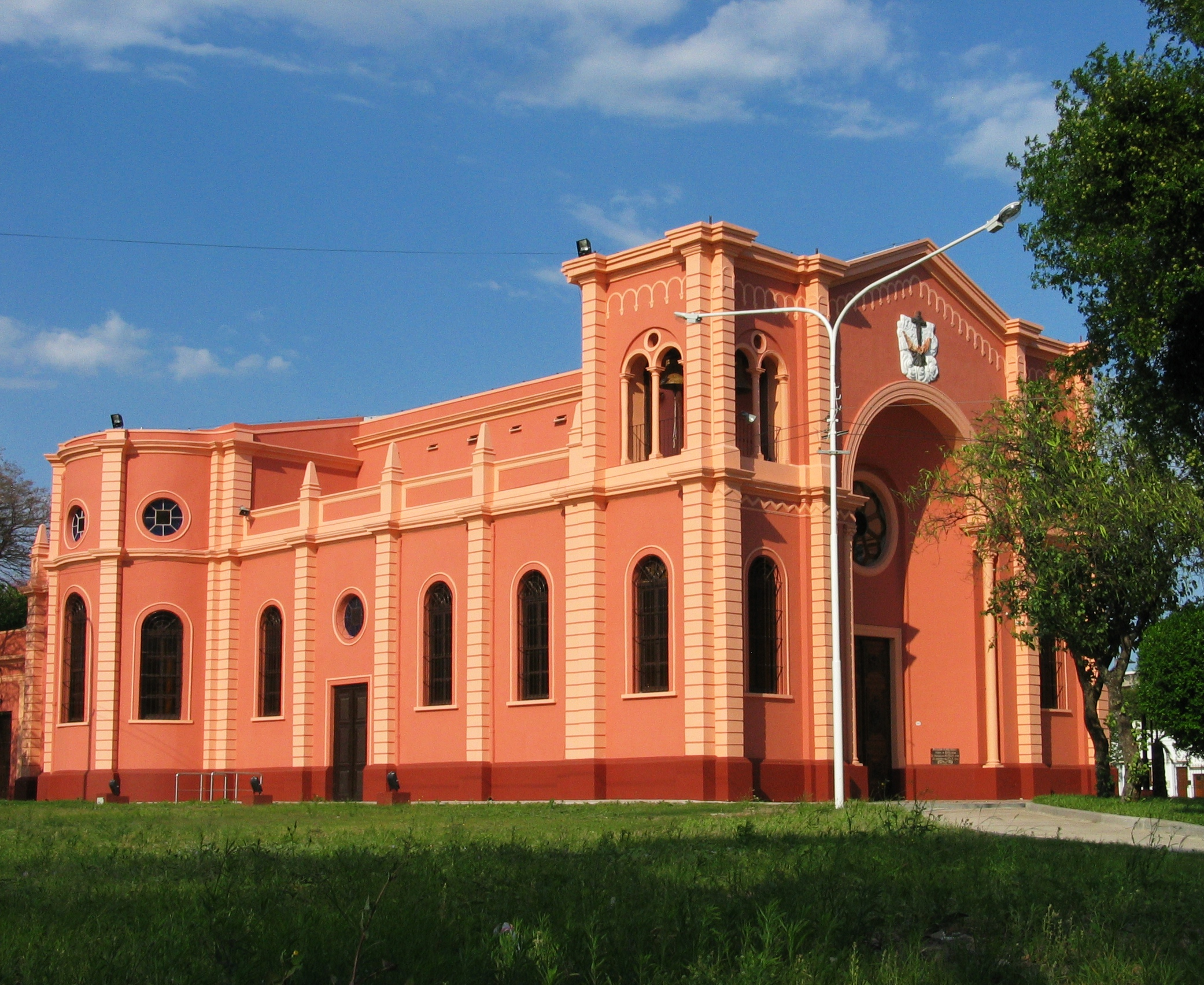
Vista del lateral o perfil izquierdo.
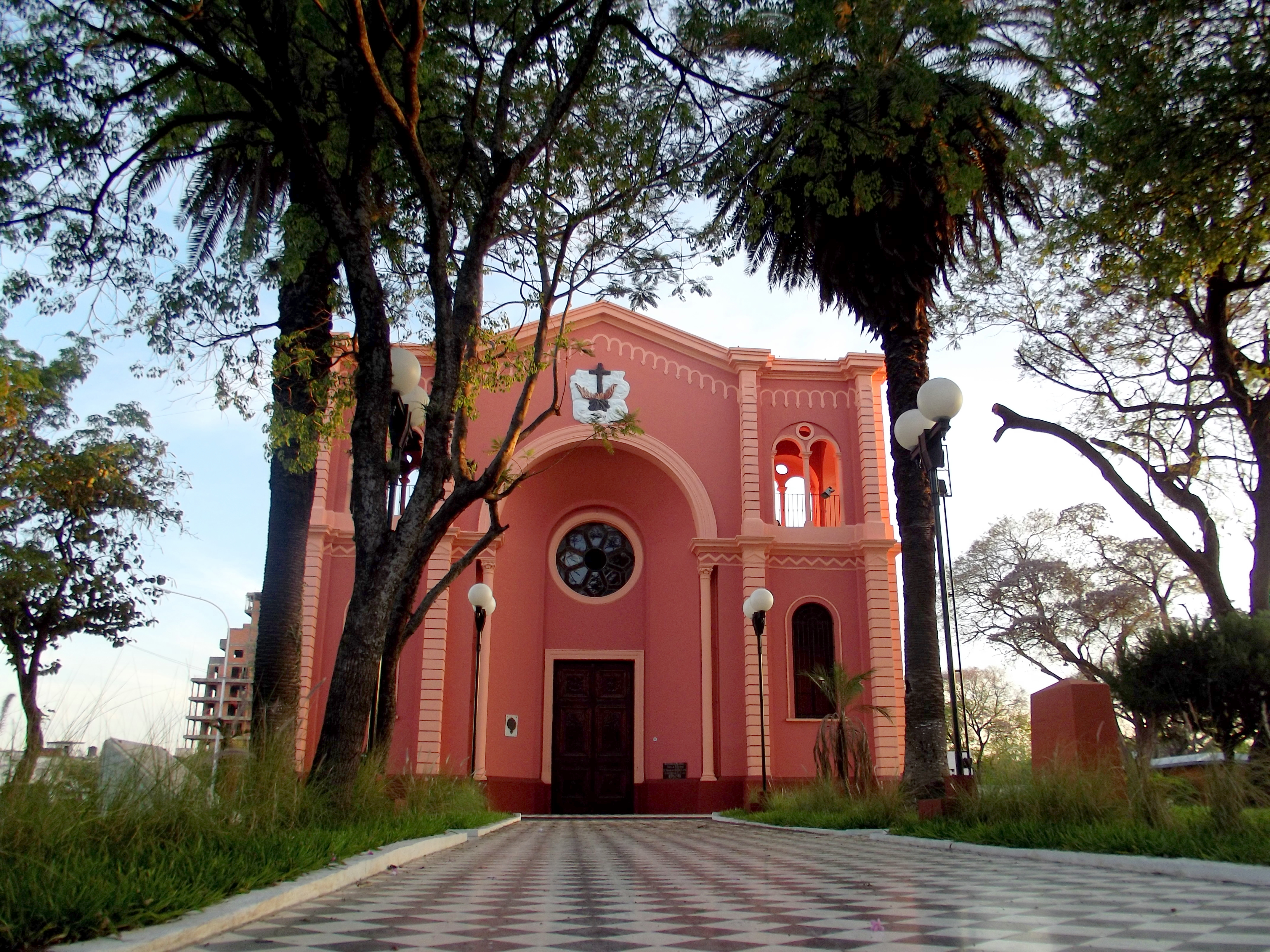
Vista frontal del Templo. Calle Belgrano.
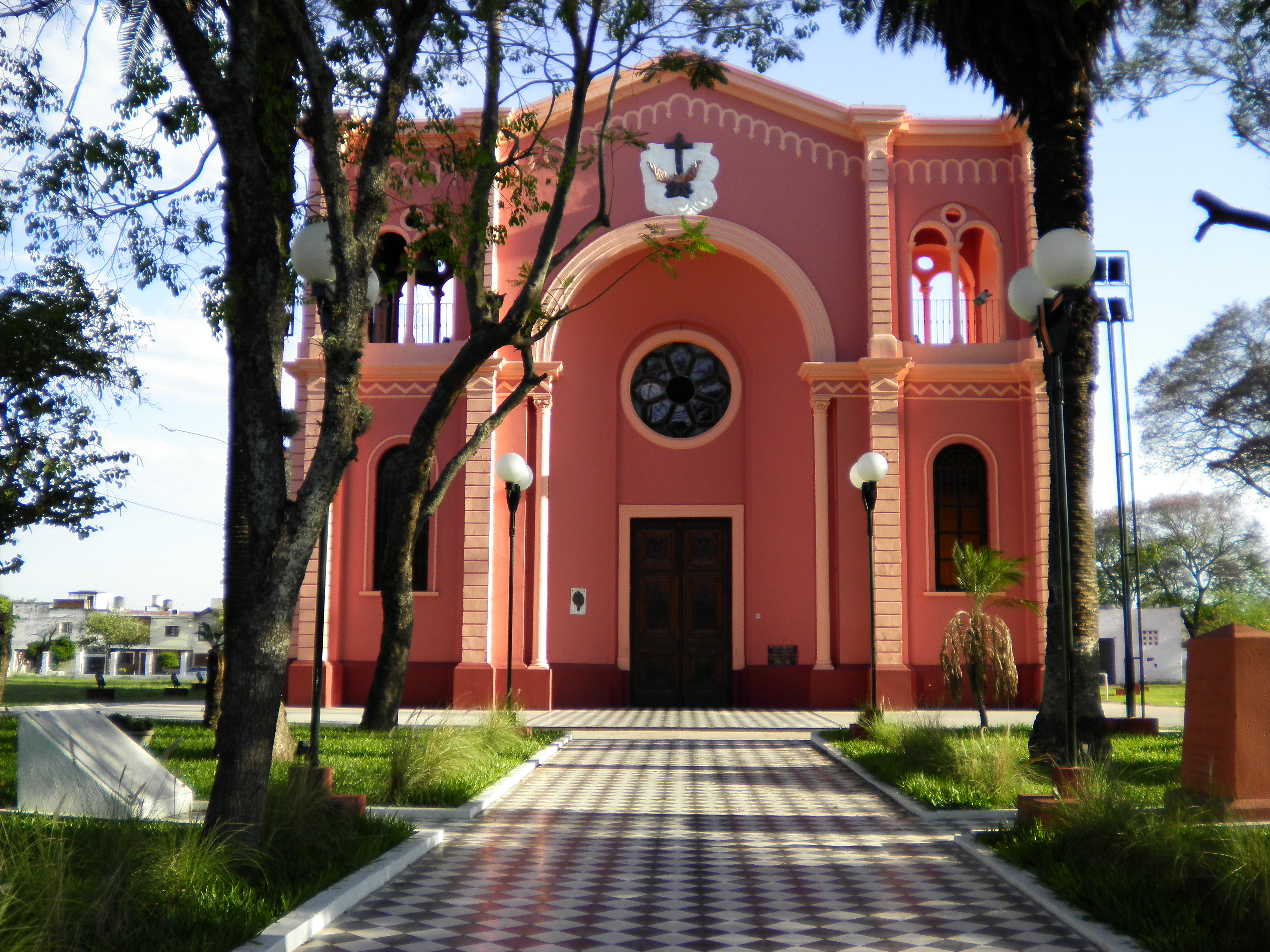
Vista frontal del Templo.
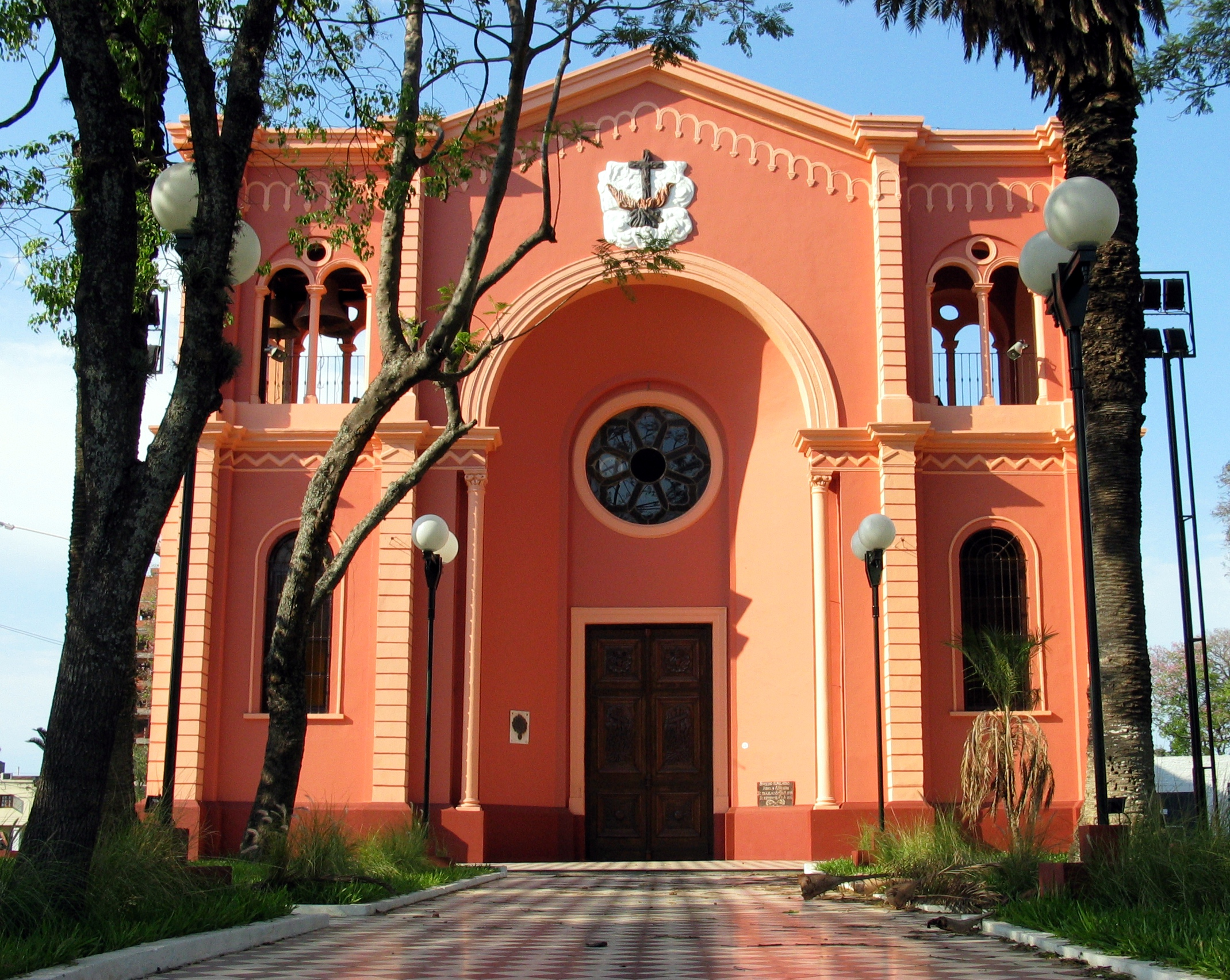
Vista frontal del Templo.
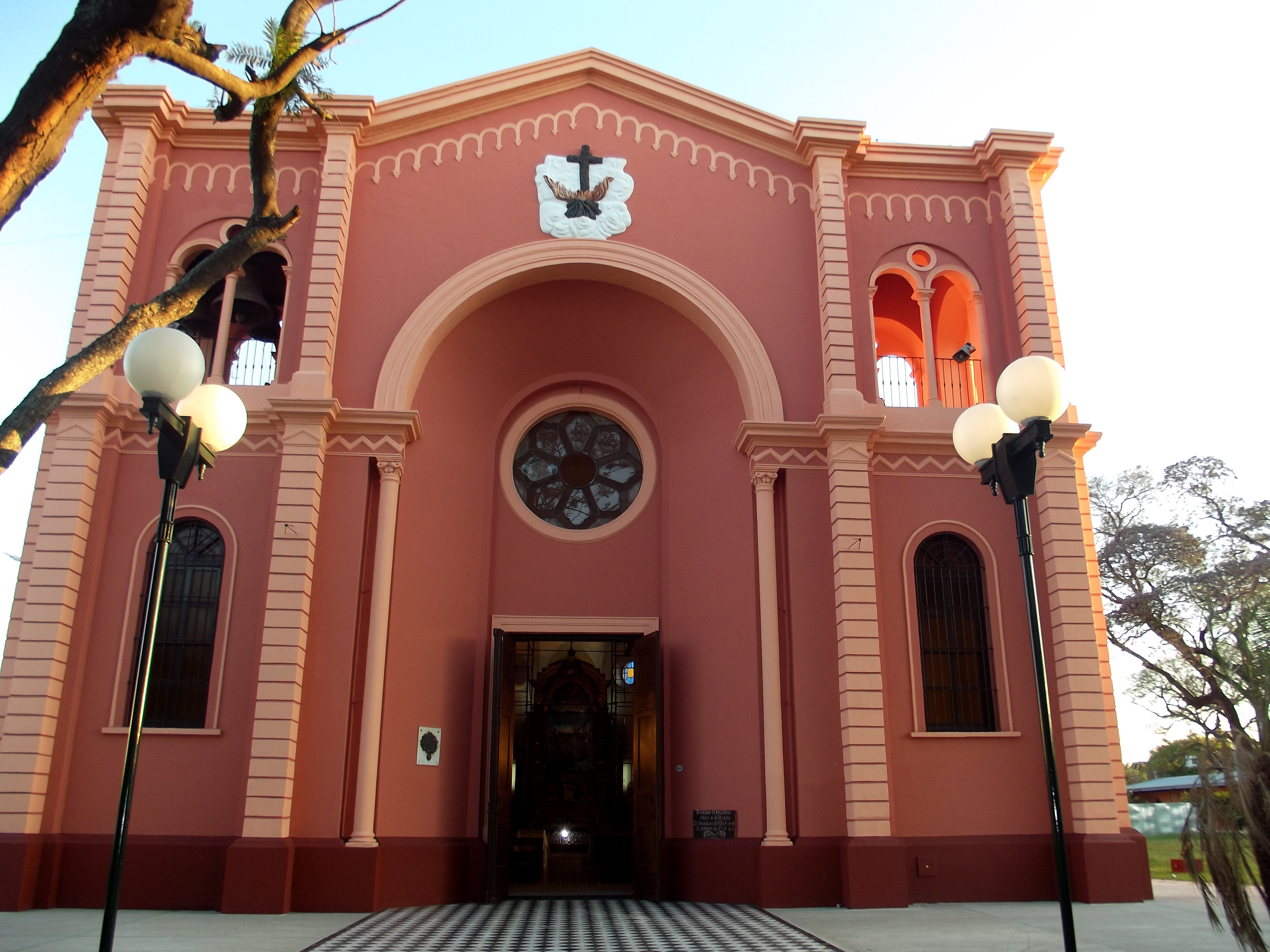
Vista frontal del Templo.
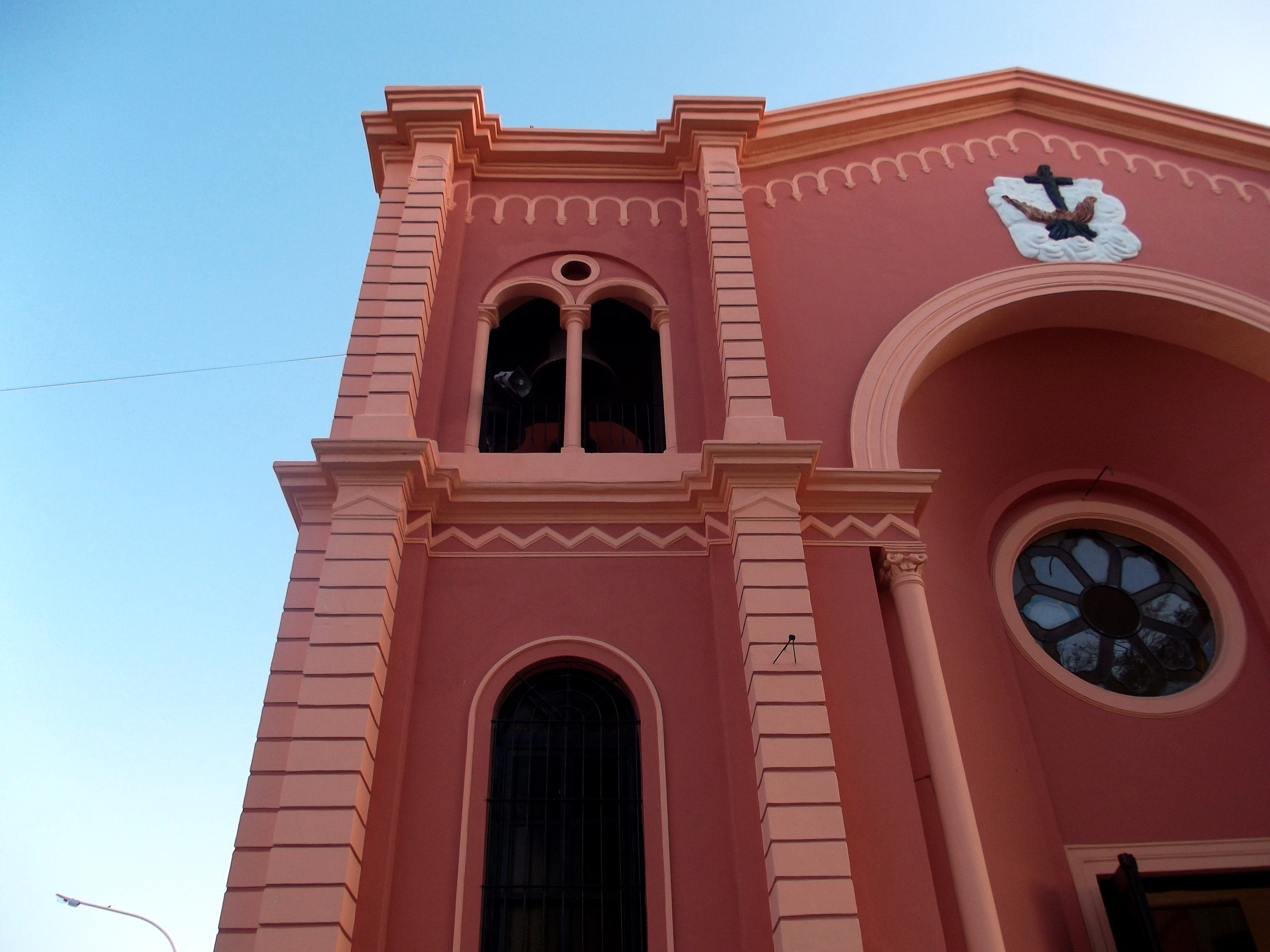
Vista frontal del Templo.
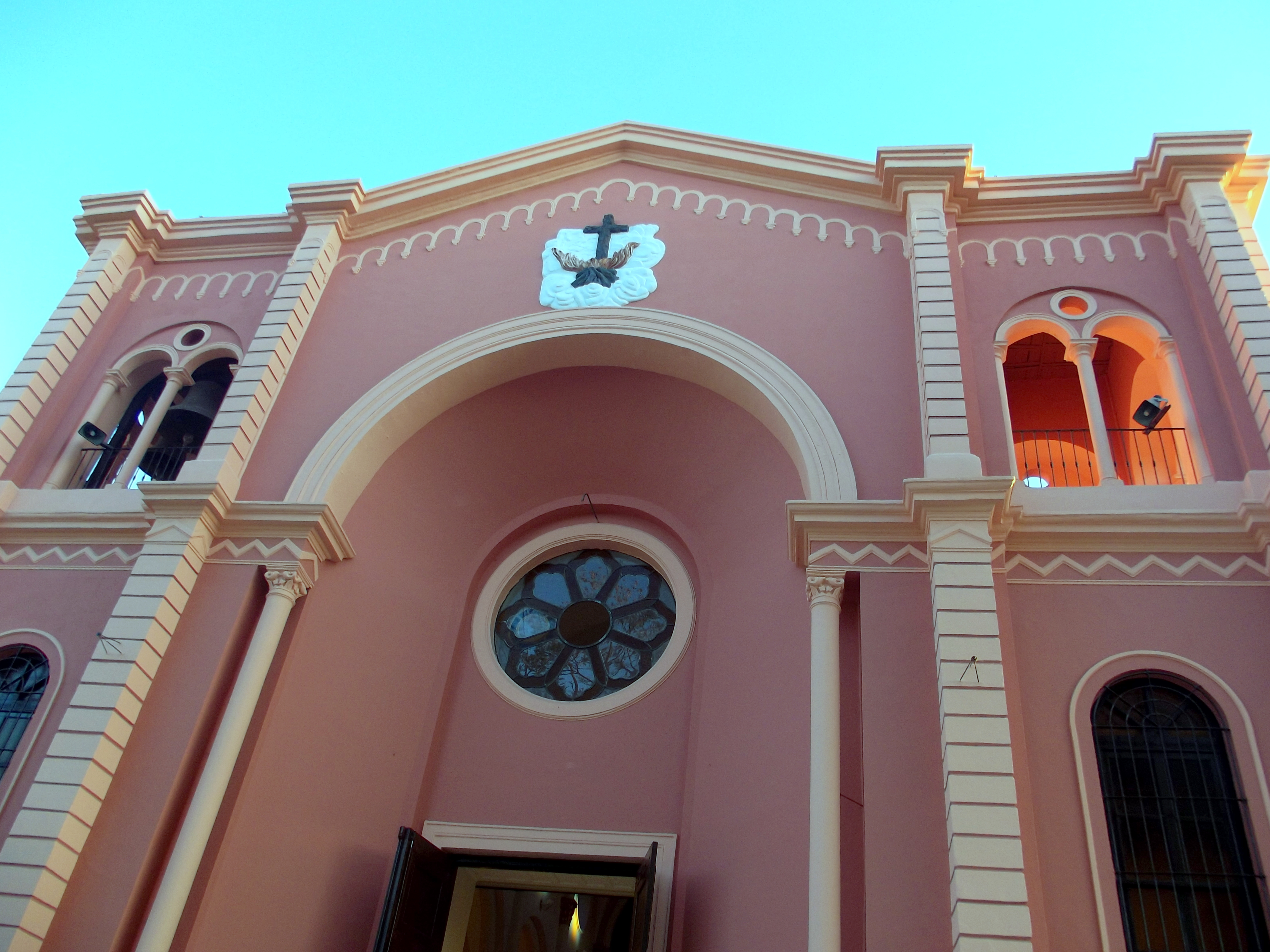
Vista frontal del Templo.
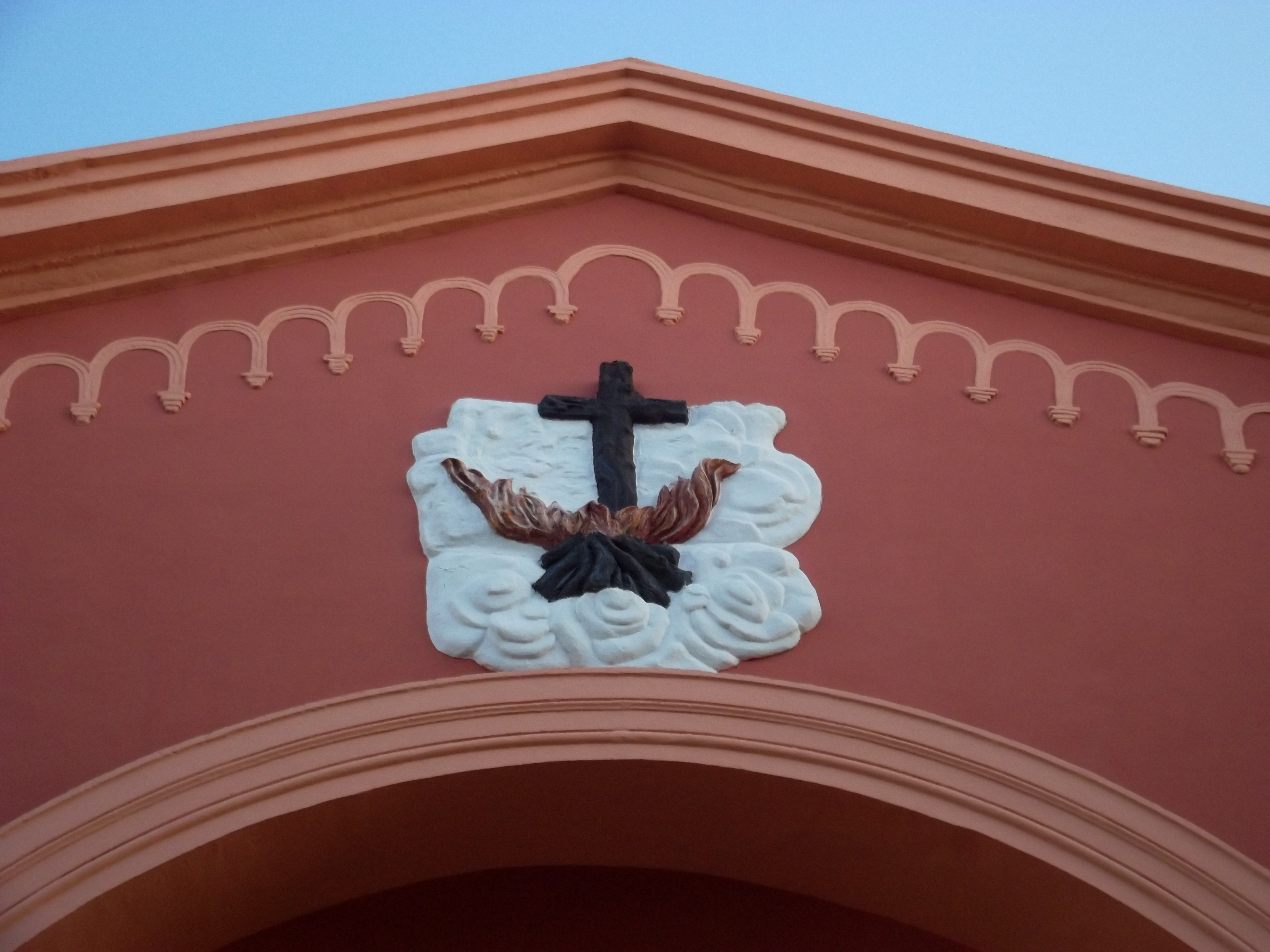
Cruz de los Milagros. Representación iconográfica.
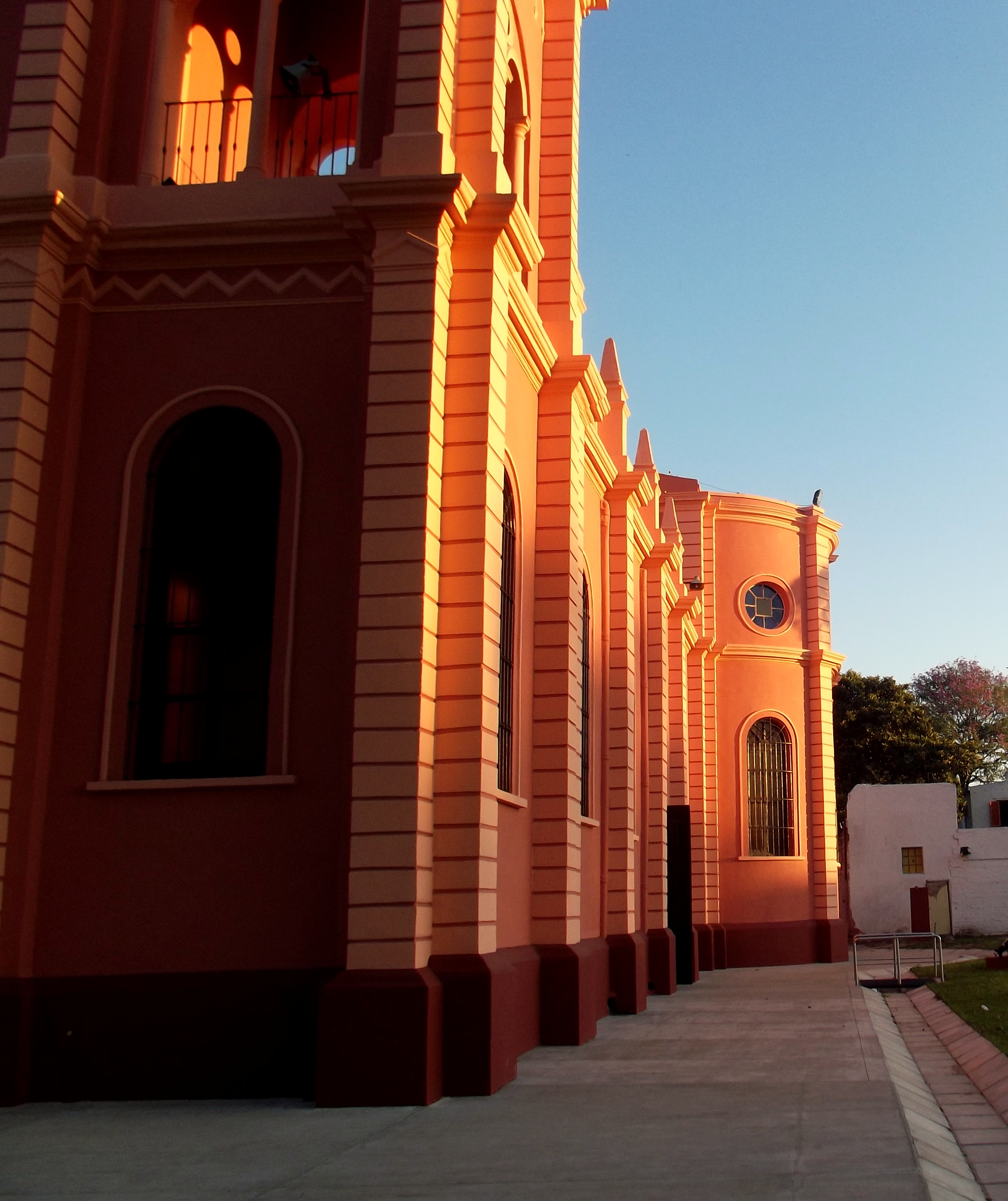
Vista exterior del lateral derecho.
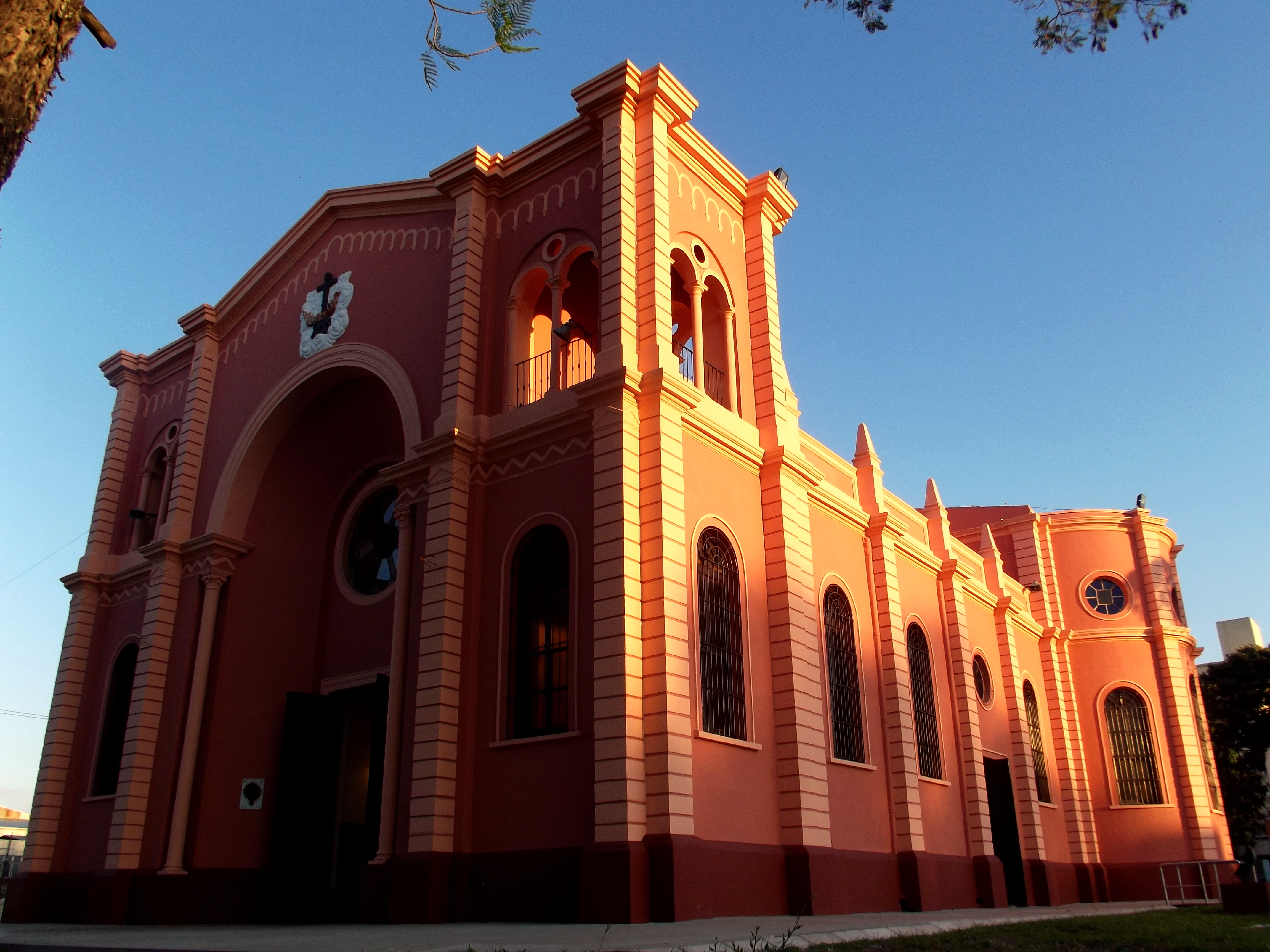
Vista exterior del lateral derecho.
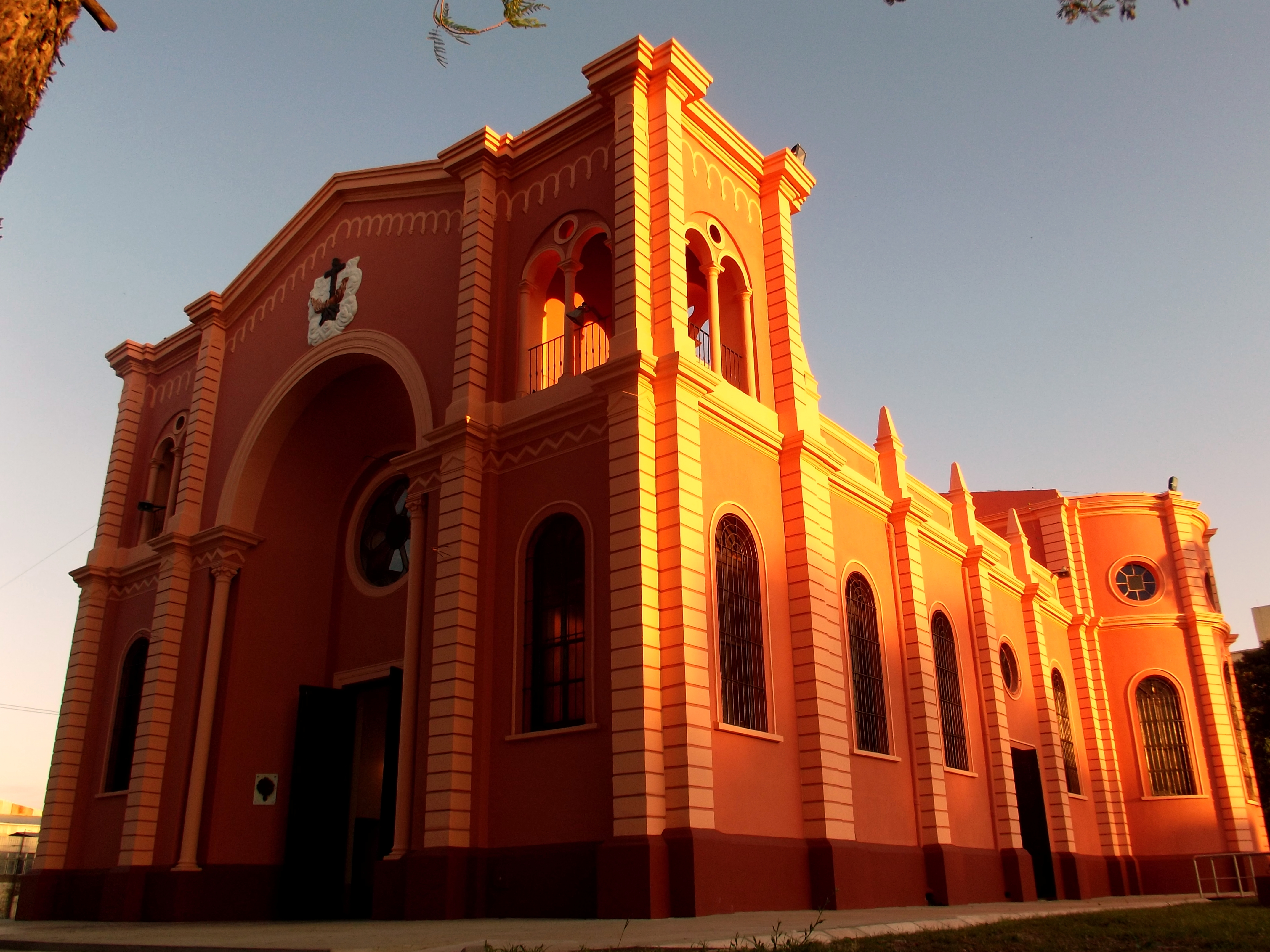
Vista exterior del lateral derecho.
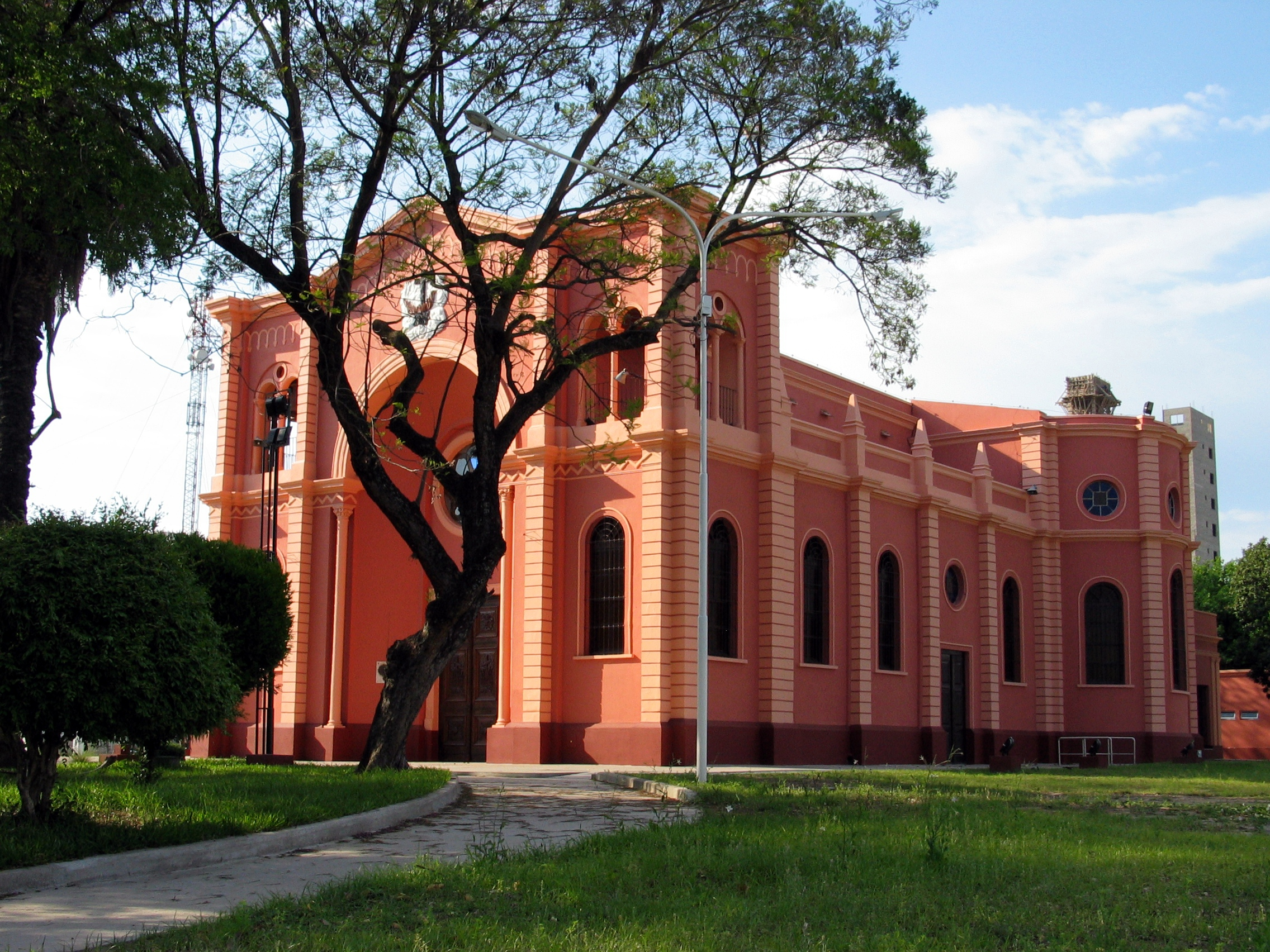
Vista exterior del lateral derecho.
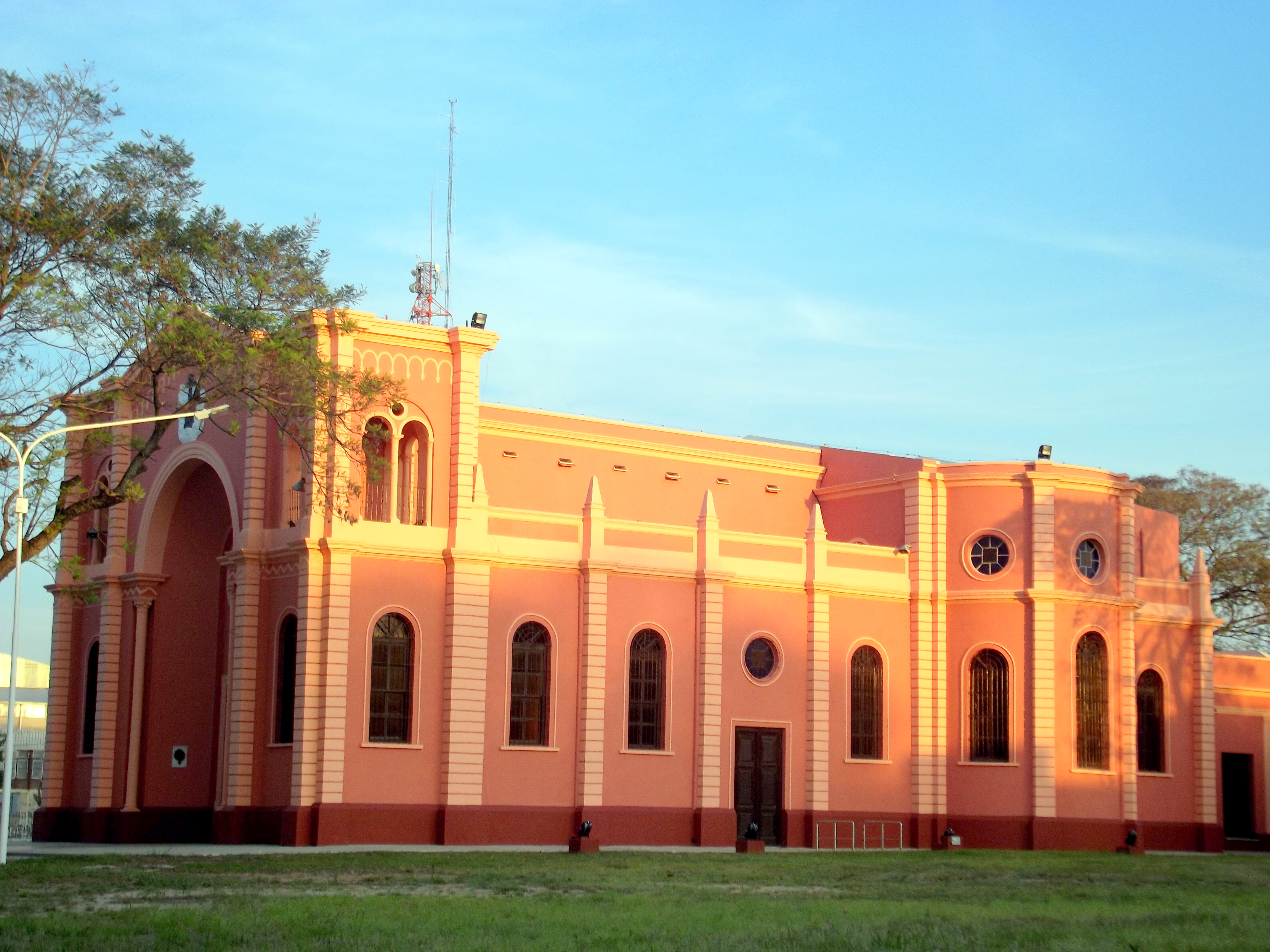
Vista exterior del lateral derecho.
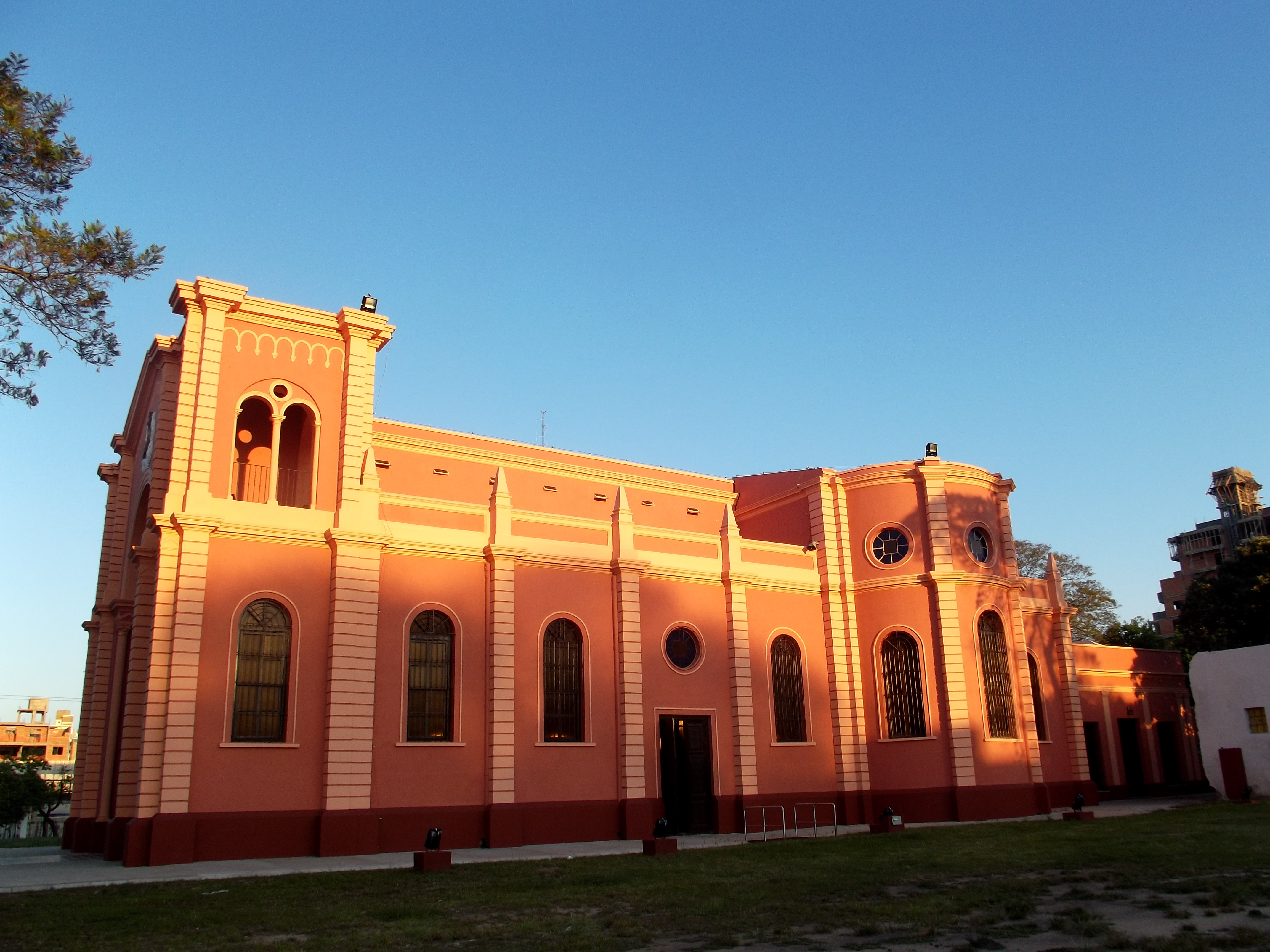
Vista exterior del lateral derecho. Calle Buenos Aires.